# Debeljaci
Debeljaci (szerbül: Дебељаци), település Banja Luka községben, Bosznia-Hercegovinában, Bosanska krajina területén, a Szerb Köztársaságban. 

## Fekvése
Bosznia-Hercegovina északi részén, Banja Luka központjától légvonalban 5, közúton 8 km-re délkeletre, az Orbász jobb oldali mellékfolyójának, a Vrbanjának a bal partján és a környező dombokon, 170-500 méteres magasságban fekszik. Beosztott falvak:  Bijeli potok, Gavranići, Debeljaci, Kostići és Đurlići. Nagyobb vízfolyások: a Bijeli, a Duboki, a Kruškovački és Međaš-patak, nagyobb források pedig a Čurma és a Švabino vrelo.

## Népessége
| Nemzetiségi csoport | Népesség 1991 | Népesség 2013 |
| ------------------- | ------------- | ------------- |
| Szerb               | 73            | 1155          |
| Bosnyák             | 2             | 8             |
| Horvát              | 894           | 47            |
| Jugoszláv           | 46            | 2             |
| Egyéb               | 58            | 7             |
| Összesen            | 1073          | 1219          |

## Története
A régészeti leletek tanúsága szerint területén már az őskortól fogva éltek emberek. A Bijeli Potok és a Vrbanja-folyó feletti magaslaton őskori erőd maradványa található. A Hajdučka-barlang lelőhelyén edénymaradványokat, a Mišarici-barlangban pedig egy csatabárdot és késő bronzkori kerámiákat találtak.
A rómaiak idejében ezt a területet a maezei illír törzs lakta. Abban az időben Banja Luka városa a Splitből (Salone) Nova Gradiška (Servitium) felé vezető fontos út mentén feküdt, amelyet a rómaiak építettek. A rómaiak itteni tartózkodását számos lelet bizonyítja Banja Luka városának közelében, többek között Debeljaci környékén is. Az ásványvizek gyógyító hatását a Banja Luka környéki forrásoknál először a rómaiak fedezték fel. A szintén kulturális és történelmi emlék Banja Luka szívében a Kastel erőd, melyet egy római katonai település lakói építették. A Római Birodalom bukása után, a 6. század végén és a 7. század elején szláv törzsek költöztek ezekre a területekre. 1582-ben a törökök meghódították Banja Luka területét és uralmuk 250 évig tartott.
A település 1878-ig tartozott az Oszmán Birodalomhoz, ekkor a berlini kongresszus határozata alapján az Osztrák-Magyar Monarchia része lett. 1879-ben az első osztrák-magyar népszámlálás során a Banja Luka-i járáshoz tartozó településnek 37 háztartása és 250 római katolikus lakosa volt. 1910-ben a Banja Luka-i járáshoz tartozó településen 61 háztartást, 64 ortodox és 335 katolikus lakost találtak. A monarchia szétesésével 1918-ban előbb a Szerb-Horvát-Szlovén Királyság, majd 1929-től a Jugoszláv Királyság része. 1921-ben a községnek 66 háztartása és 390 lakosa volt. Az 1929-es törvény értelmében, amikor Bosznia-Hercegovinát négy banovinára, Drinskára, Vrbaskára, Zetskára és Primorskára osztották, ahol Debeljaci a Vrbaska banovina része lett, amelynek székhelye Banja Luka volt. Jugoszlávia megszállása után a Független Horvát Állam (NDH) része lett. A második világháborúban a horvát lakosság többnyire az NDH szolgálatában álló katonai alakulatokhoz csatlakozott. 1942. április 5-én, húsvétkor az usztasák 52 szerb civilt gyilkoltak meg Bijeli Potok településen, akiknek emlékművet (2002) és emlékházat (2016) állítottak ezen a helyen. A második világháború után a szocialista Jugoszláviához tartozott. 1981-ben a falu horvát hívei felépítették a Kis Szent Teréz római katolikus templomot. A helyi horvát kulturális és művészeti egyesület hivatalosan 1975. június 29-én alakult meg.
A boszniai háború idején Banja Luka városából és környékéről szinte az összes helyi katolikus és iszlám vallású polgár elmenekült, sokukat kiűztek otthonukból. 1992 elejétől a daytoni egyezmény napjáig szerb katonák, bűnözők és sok civil (természetesen vannak kivételek) fizikailag és lelkileg zaklatták a helyi katolikusokat és a muszlimokat. 1995. május 12-én a Kis Szent Teréz templomot aláaknázták és földig rombolták. A plébániaház leégett, az 52 éves plébánost, Filip Lukendát és segítőjét, a 43 éves Cecilija Pava Grgić nővért, a Páli Szent Vince szerzetesrend apácáját megkötözték és megégették a plébániaházban. A plébánia területén még sírfeliratokat is megcsonkították, súlyosan megrongálták a debeljaci Szent Jakab és a rebrovci Szent Anna temetőkápolnát. A Szent Jakab temetőben lévő nagy temetői keresztet a szerb csapatok ledöntötték. 1995 augusztusában, a horvát „Vihar” hadművelet idején szerb menekültek érkeztek Banja Lukába, ezért a többi katolikusnak és muszlimnak el kellett elhagynia szülővárosát. A háború után csak 90 katolikus maradt a debeljaci plébánia területén, a többi 1470 katolikus elmenekült.

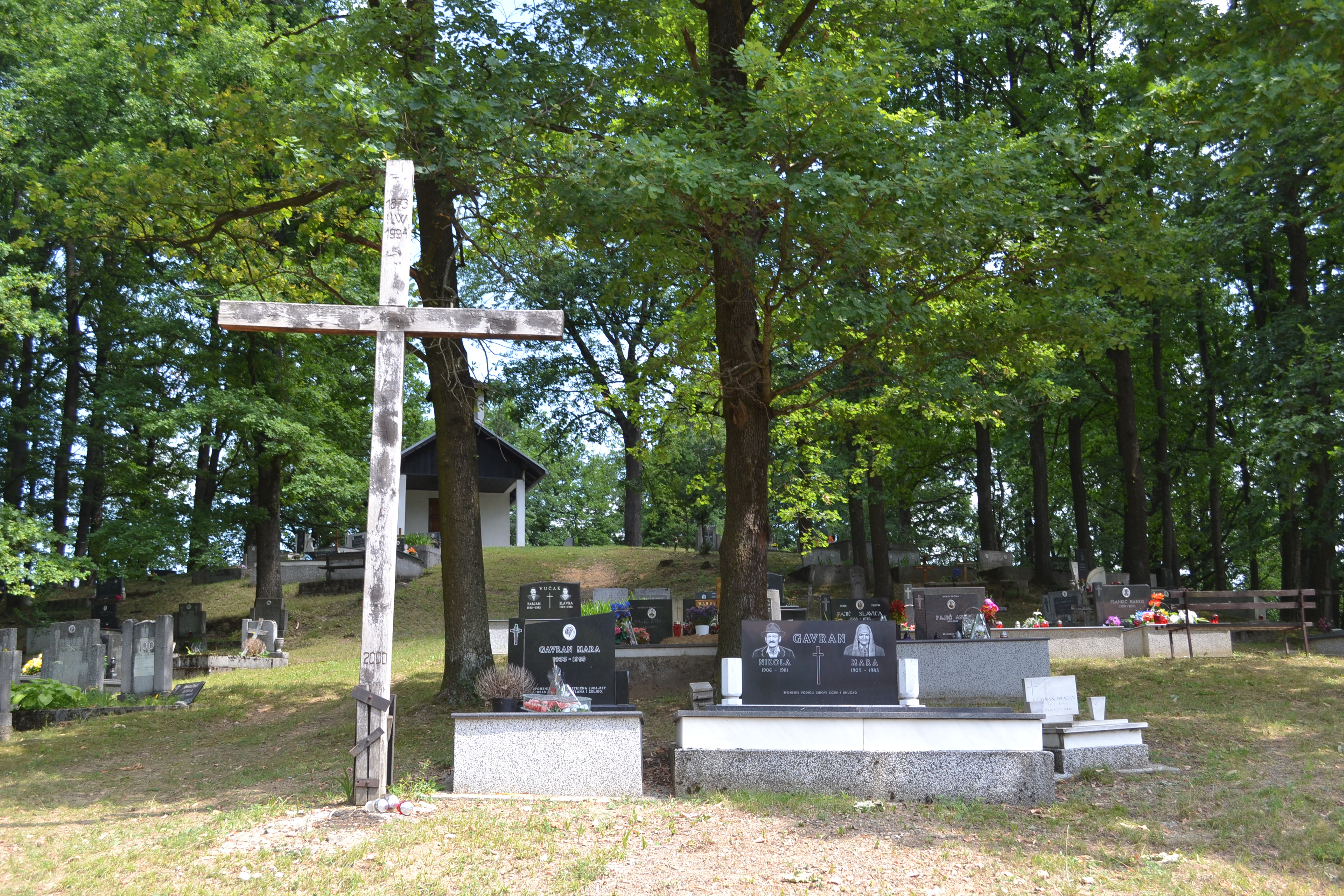
A debeljaci római katolikus temető a lerombolt temetői kereszt helyén felállított fakereszttel

A daytoni békeszerződést követő területfelosztásnál Banja Luka község részeként a Szerb Köztársaság területéhez került. Ma a helyiek kisebb része mezőgazdasággal foglalkozik, többségük a szomszédos Banja Lukában dolgozik.

## Oktatás
Az általános iskola az 1930-as években nyílt meg, de 2016-tól ötosztályos iskolaként a vrbanjai „Stanko Rakita” általános iskola részeként működik.

## Kultúra
A KUD „Február 14” kulturális és művészeti egyesület 2007-ben alakult. A társulatnak évente 50 fellépése van, és 50 aktív tagja van. A tagok ellátogattak a Cseh Köztársaságba, Szerbiába, Horvátországba, Törökországba, Bulgáriába és számos bosznia-hercegovinai településre. A társulat koreográfusa és elnöke Dragan Kavić. Az előadásokon leggyakrabban Belgrád környéki táncok, Šumadija, Leskovac, Vrtlog és még sok más népcsoport táncai csendülnek fel.

## Infrastruktúra
A falu az 1960-as évek végén és az 1970-es évek elején kapott áramot, 1981-ben pedig telefonkapcsolatot. A falu egy részét a Celina vízellátó rendszerből (az 1980-as évektől), egy részét pedig a forrásokból látták el vízzel. A 21. század második évtizedében elsősorban a Banja Luka vízkészletről látják el vízzel a helyieket. Ebben az időszakban építették ki a községen keresztül a közvilágítást és részben a szennyvízhálózatot. A helyi utak egy részét több ütemben aszfaltozták le, részben a boszniai háború előtt és után 1992-1995-ben. A Bijelo Potok-i emlékműhöz vezető utat 2011-ben potalanították. A Banja Luka - Doboj vasútvonal áthalad a település határán. 2016-ban több üzlet is működött a faluban.

## Nevezetességei
- Stražbenica – őskori erődítmény maradványai. A lelőhely a Bijeli Potok és a Vrbanja-folyó összefolyása feletti kúp alakú magaslaton található. Alatta vasból kovácsolt fegyvert és számos kerámiatöredéket találtak. A bronzkori lelőhely közelében kissé távolabb kard és sok kerámiatöredék került elő.[8]

- A Gyermek Jézusról nevezett Szent Teréznek szentelt római katolikus temploma 1981-ben épült, de 1995-ben a szerbek lerombolták. Ekkor ölték meg Filip Lukenda plébánost és Cecilija Grgić szerzetesnővért. A templomot 2005-ben újjáépítették. A katolikus temetőben található Szent Jakab-kápolna a 20. század nyolcvanas éveiben épült.[3]

## Fordítás
- Ez a szócikk részben vagy egészben  a(z)   Дебељаци című szerb Wikipédia-szócikk ezen változatának fordításán alapul.  Az eredeti cikk szerkesztőit annak laptörténete sorolja fel. Ez a jelzés csupán a megfogalmazás eredetét és a szerzői jogokat jelzi, nem szolgál a cikkben szereplő információk forrásmegjelöléseként.